# Krogenberg Hegn
Krogenberg Hegn er en statsskov i nærheden af Gurre i Nordøstsjælland. Skoven er umiddelbart forbundet med Danstrup Hegn.
I skovens nordøstlige del ligger Ravnebakke (delvist udnyttet som grusgrav) og Ravnemose. Noget sydvest for den ligger Store Kirsebær Mose og Lille Kirsebær Mose, i skovens midterste sydlige del ligger Husmandsmose og Hønevad Mose og i den nordlige del Trollermose, i skovens nordvestre del ligger Espe Mose, Nyrup Mose og Helligfreds Mose, og mod sydvest ligger Nørremose.
Skovens sydlige del, der stikker ud, kaldes Gamle Hegn eller Plantagen.
Skoven er en blandet løv- og nåleskov. Af planter findes blandt andet smuk perikon, lyng-snerre, tredelt egebregne, dunet egebregne, bredbladet mangeløv, smalbladet mangeløv, guldnælde, liden vintergrøn, skovstjerne, krybende hestegræs. Skoven er desuden rig på svampe.
Hornbækvej går gennem skovens vestligste del og danner til dels grænse til Danstrup Hegn.
Der findes en række fredede og ikke-fredede fortidsminder i skoven.
Krogenberg Hegn indgår i Nationalpark Kongernes Nordsjælland. og  Natura 2000-område nr. 131 Gurre Sø (habitatsområde nr 115). 